# 包伊瑙
包伊瑙（匈牙利語：Bajna），是匈牙利科马罗姆-埃斯泰尔戈姆州所辖的一个村。总面积37.27平方公里，总人口1932，人口密度51.8人/平方公里（2011年1月1日）。